# Maynor Suazo
Maynor René Suazo Antunez (San Pedro Sula, 10 agosto 1979) è un ex calciatore honduregno, di ruolo centrocampista.

## Biografia
È il cugino di David Suazo e di Hendry Thomas, entrambi calciatori.

## Carriera

### Club
Suazo cominciò la carriera con il Marathón, per poi essere ingaggiato dagli austriaci del Salisburgo. Si affermò nella Bundesliga austriaca giocando 23 partite nella prima stagione, con una rete all'attivo. Tornò poi all'Olimpia, con la formula del prestito. Tornò poi nel Salisburgo e, nel 2004, fu nominato "Calciatore dell'anno della Bundesliga".
Nel 2006, fu ceduto in prestito ai norvegesi del Brann. Debuttò nella Tippeligaen il 18 aprile, sostituendo Erik Huseklepp nel pareggio per 1-1 contro il Lillestrøm. Tornò ancora una volta al Salisburgo, al termine del prestito, ma fu ceduto a titolo definitivo ai turchi dello Antalyaspor a luglio 2006. Esordì in squadra il 6 agosto, in una partita contro il Çaykur Rizespor.
Il 31 luglio 2007, passò in prestito ai tedeschi del Colonia, diventando il primo calciatore honduregno a giocare in Germania. In quella stagione, contribuì a far guadagnare la promozione nella Bundesliga al suo club. Rientrò poi in Turchia, dove ebbe però dei problemi ad un ginocchio. Lasciò il club alla fine della stagione, quando il suo contratto giunse alla naturale scadenza.
Nel 2010 firmò per l'Atlético Veragüense.

### Nazionale
Suazo giocò 28 partite per la nazionale honduregna. Partecipò ai Giochi della XXVII Olimpiade.